# Geschützter Landschaftsbestandteil Feldgehölz am Leimkeweg
Der Geschützte Landschaftsbestandteil Feldgehölz am Leimkeweg mit 0,32 ha Flächengröße liegt nordwestlich von Berge im Stadtgebiet von Meschede im Hochsauerlandkreis. Das Gebiet wurde 1994 mit dem Landschaftsplan Meschede durch den Kreistag des Hochsauerlandkreises als Geschützter Landschaftsbestandteil (LB) und einer Flächengröße von 0,5 ha erstmals ausgewiesen. 2020 wurde die LB-Fläche erneut ausgewiesen und deutlich verkleinert. Östlich grenzt direkt die Straße Leimkeweg an, wo auf der östlichen Straßenseite ein Wohnhaus steht. Sonst ist der LB vom Landschaftsschutzgebiet Hobecke umgeben.

## Beschreibung
Beim LB handelt es sich um ehemaligen Steinbruch im oberkarbonischen „Hellefelder Kalk“ mit Abtrags- und Aufschüttungsböschungen. Im LB befindet sich eine relativ artenreiche Ruderalvegetation. Im LB stehen zahlreiche Großbäume, die das Landschaftsbild prägen und beleben.

## Schutzgrund, Verbote und Gebote
Der Geschützte Landschaftsbestandteil Feldgehölz am Leimkeweg hat eine besondere Funktion für die Gliederung und Belebung des Landschaftsbildes bzw. des umgebenden Offenlandes. Laut Landschaftsplan kommt solchen Objekten in der Regel eine erhöhte Bedeutung als Bruthabitat für Hecken- und Gebüschbrüter zu. Wie alle LB im Landschaftsplangebiet ist dieses LB durch seinen eigenständigen Charakter deutlich von der sie umgebenden „normalen“ Wald- und Feld-Landschaft zu unterscheiden.
Wie bei allen LB ist es verboten, diese zu beschädigen, auszureißen, auszugraben oder Teile davon abzutrennen oder auf andere Weise in seinem Wachstum oder Erscheinungsbild zu beeinträchtigen. Unberührt ist jedoch die ordnungsgemäße Pflege eines LB.
Das LB soll laut Landschaftsplan „durch geeignete Pflegemaßnahmen erhalten werden, solange der dafür erforderliche Aufwand in Abwägung mit ihrer jeweiligen Bedeutung für Natur und Landschaft gerechtfertigt ist.“